# Warlock (Oakley Hall)
Warlock ist ein 1958 erschienener Roman des amerikanischen Schriftstellers Oakley Hall (1920–2008), der zu den Klassikern der Wildwestliteratur zählt. 
Seine Handlung basiert auf den historischen Ereignissen rund um die berühmte Schießerei am O. K. Corral des Jahres 1881, in der die „Revolverhelden“ Wyatt Earp, Morgan Earp, Virgil Earp und Doc Holliday einen entscheidenden Sieg gegen das um sich greifende Banditentum in der Stadt Tombstone, Arizona, errangen und Recht und Ordnung wiederherstellten. 
Der Roman wurde 1959 unter der Regie von Edward Dmytryk mit Richard Widmark, Henry Fonda und Anthony Quinn in den Hauptrollen verfilmt, siehe hierzu den Artikel Warlock (1959).

## Ausgaben
- Warlock. Viking Press, New York 1958. (Erstausgabe)

Zahlreiche Neuauflagen, zuletzt:
- Warlock. University of Nevada Press, Reno 1996. ISBN 0874172683
- Warlock. New York Review Books, New York 2006. ISBN 1590171616 (Taschenbuchausgabe mit einer Einleitung von Robert Stone)

Der Roman wurde bislang ins Französische und Spanische übersetzt, eine deutsche Übersetzung steht noch aus.

## Sekundärliteratur
- Robert Murray David: Time and Space in the Western: Warlock as Novel and Film. In: South Dakota Review 29:1, 1991. S. 68–75.
- Robert Murray David: Playing Cowboys: Low Culture and High Art in the Western. Oklahoma University Press, Norman OK 1994. ISBN 0806126272
- Brian Garfield: Warlock Revisited: The Vanishing Western. In: South Dakota Review 23, 1985. S. 72–101.
- Thomas Pynchon: A Gift of Books. In: Holiday 38:6, 1965. S. 164–5.
- James C. Work: The Violent God in Oakley Hall's Novel, Warlock. In: South Dakota Review 23, 1985. S. 112–34.